# Herculaneum (Missouri)
Herculaneum is een plaats (city) in de Amerikaanse staat Missouri, en valt bestuurlijk gezien onder Jefferson County.

## Demografie
Bij de volkstelling in 2000 werd het aantal inwoners vastgesteld op 2805.
In 2006 is het aantal inwoners door het United States Census Bureau geschat op 3246, een stijging van 441 (15,7%).

## Geografie
Volgens het United States Census Bureau beslaat de plaats een oppervlakte van
9,0 km², waarvan 8,9 km² land en 0,1 km² water. Herculaneum ligt op ongeveer 135 m boven zeeniveau.

## Plaatsen in de nabije omgeving
De onderstaande figuur toont nabijgelegen plaatsen in een straal van 8 km rond Herculaneum.